# Стефаново (гміна Сомпольно)
Стефаново (пол. Stefanowo) — село в Польщі, у гміні Сомпольно Конінського повіту Великопольського воєводства.
Населення — 277 осіб (2011).
У 1975—1998 роках село належало до Конінського воєводства.

## Демографія
Демографічна структура станом на 31 березня 2011 року:
|          | Загалом | Допрацездатний вік | Працездатний вік | Постпрацездатний вік |
| -------- | ------- | ------------------ | ---------------- | -------------------- |
| Чоловіки | 139     | 33                 | 90               | 16                   |
| Жінки    | 138     | 34                 | 81               | 23                   |
| Разом    | 277     | 67                 | 171              | 39                   |